# Piña de Campos
Piña de Campos es un municipio y localidad española de la provincia de Palencia, en la comunidad autónoma de Castilla y León. Situada cerca del Camino Francés del Camino de Santiago. Durante el Antiguo Régimen la villa de Piña formó parte de los señoríos de los Marqueses de Aguilar de Campoo.

## Historia

### SigloXIX
Así se describe a Piña de Campos en la página 43 del tomo XIII del Diccionario geográfico-estadístico-histórico de España y sus posesiones de Ultramar, obra impulsada por Pascual Madoz a mediados del siglo XIX:

PIÑA DE CAMPOS

Una de las 9 villas que se llamaban de Campos, en la provincia y diócesis de Palencia (4 1/2 leguas), partido judicial de Astudillo (2), audiencia territorial y capitanía general de Valladolid (12).
Situada entre el canal de Campos y el río Ucieza, en la carretera que de Valladolid dirige a Santander; el clima es algo frío, combatido por los vientos de N y S, y propenso a calenturas intermitentes.
Tiene 194 casas de buena construcción, la del ayuntamiento y cárcel; restos de un hermoso castillo almenado y coronado de 8 torres redondas, adornadas de águilas, calderas y jarrones; escuela de niños, concurrida por 60 y dotada con 2.400 reales; otra de niñas con 12 de asistencia y retribuida por los padres de aquellas; una fuente dentro de la población y varias en el término; y una iglesia parroquial (El Arcángel San Miguel), la cual se halla servida por un cura de primer ascenso y 6 beneficiados; el edificio de piedra de sillería y sólida construcción, consta de 3 hermosas naves y una torre de bastante altura.
El término confina por N con Frómista; E Támara; S Amusco, y O Amayuelas.
El terreno es llano y de tan poca extensión, que los mojones divisorios de los campos limítrofes solo distan 1/4 de legua de la población; es en general poco fértil, y solo el esmerado cultivo es lo que le hace producir regularmente; la parte de vega es de mejor calidad y proporcionaría mayores ventajas si se utilizan las aguas del río Ucieza; por la parte de N y a distancia de 800 pasos de la villa pasa como ya llevamos manifestado el canal sobre el cual hay un magnífico puente de un solo arco.
Los caminos son locales y en mal estado, a excepción de la carretera ya citada, cuyo estado es regular.
La correspondencia se recibe de la capital de provincia, a las cuatro de la tarde, martes, viernes y domingos.
Producciones: trigo, cebada, centeno, algunas legumbres y vino; se cría ganado lanar y algún mular para lo cual tienen 20 yeguas de vientre, y caza de perdices.
Industria: la agrícola y conducción de objetos en las barcas del Canal.
Comercio: la venta de algunos granos y vino aunque en corta cantidad, y la importación de artículos de consumo diario; se celebra una feria el 8 de septiembre, denominada de "las avellanas", por ser uno de los principales objetos; es algo concurrida y ofrece mucha variedad las cuadrillas de jugadores de bote y dados, gitanos y demás gente de esta clase; otra se celebraba para los Santos y duraba 15 días; pero el mucho daño que los ganados (principal tráfico en que consistía) causaban en el término hizo que se abandonase.
Población: 189 vecinos, 983 almas.

Capital productivo: 1.083.020 reales. Imponible: 35.510. El presupuesto municipal asciende a 6.000 reales y se cubre con el producto de las fincas de propios y el resto por reparto vecinal.

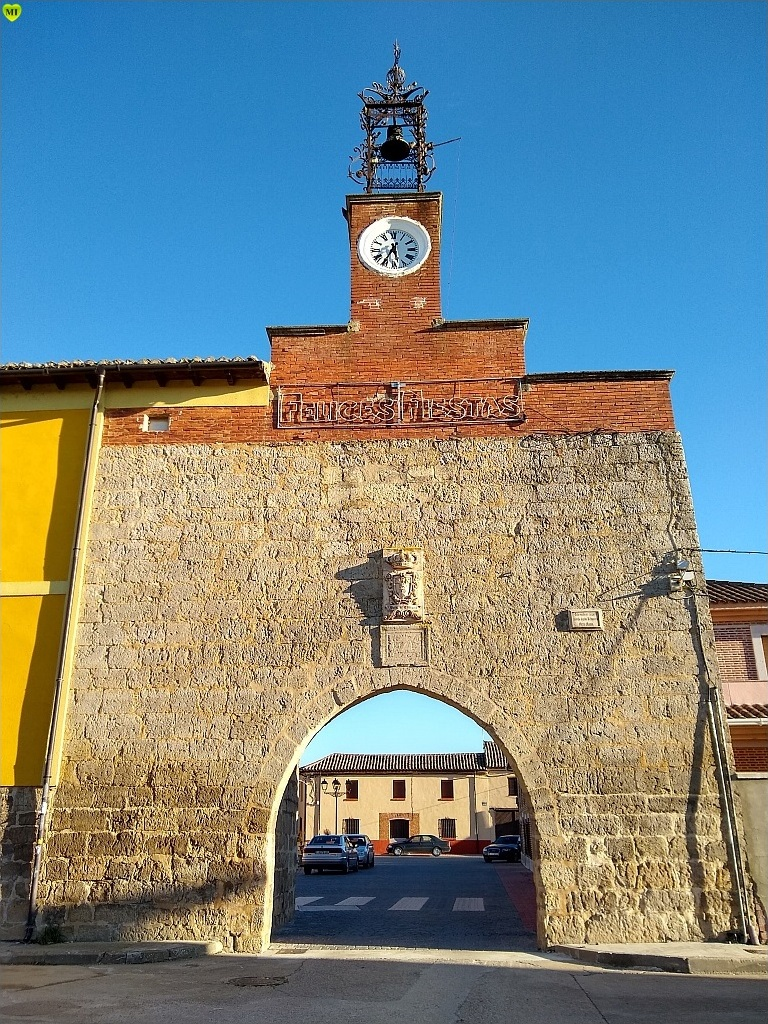
Arco de la muralla

## Demografía
Cuenta con una población de 193 habitantes (INE 2024).
| Gráfica de evolución demográfica de Piña de Campos entre 1842 y 2021                                                                                                |
| |
| Población de derecho según los censos de población del INE Población de hecho según los censos de población del INEEn este censo se denominaba Peña de Campos: 1842 |

## Patrimonio

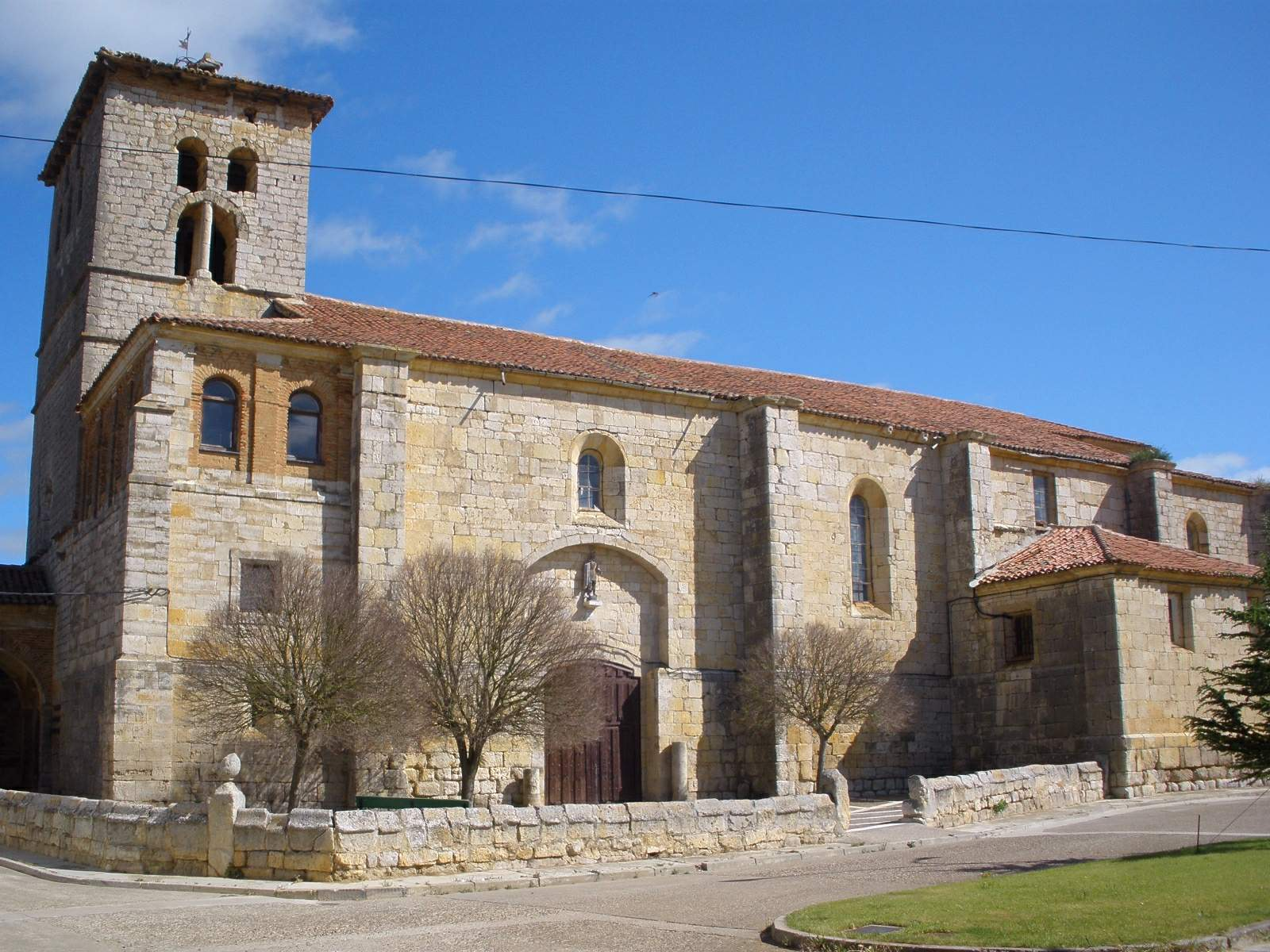
Aspecto de la iglesia parroquial de San Miguel

- Iglesia de San Miguel: Destaca la capilla funeraria de los Guerra.